# 棕色粗狂蛛
棕色粗狂蛛（学名：Trachyzelotes fuscipes）为平腹蛛科粗狂蛛属的一种动物。分布于地中海以及中国大陆的新疆等地，主要生活于草丛的石隙间。